# Phú Thạnh
Phú Thạnh là một phường thuộc Thành phố Hồ Chí Minh, Việt Nam.

## Địa lý
Phường Phú Thạnh nằm ở phía tây quận Tân Phú (cũ), giáp với phường Tân Phú (phía đông), phường Bình Trị Đông (phía tây bắc), phường Bình Hưng Hòa (phía tây), phường Phú Lâm (phía nam) và phường Phú Thọ Hòa (phía bắc).
Theo Công văn số 2896/BNV-CQĐP ngày 27 tháng 5 năm 2025 của Bộ Nội vụ, phường Phú Thạnh sau sắp xếp có diện tích 2,99 km², dân số năm 2024 là 103.780 người, mật độ dân số đạt 34.709 người/km² (Điều 6 Nghị quyết số 76/2025/UBTVQH15 ngày 14 tháng 4 năm 2025 của Ủy ban Thường vụ Quốc hội).

## Lịch sử
Ngày 05 tháng 11 năm 2003, Chính phủ ban hành Nghị định 103/2003/NĐ-CP. Theo đó, quận Tân Phú được thành lập từ việc tách một phần của quận Tân Bình; còn phường Phú Thạnh được thành lập trên cơ sở 114 ha diện tích tự nhiên và 28.847 người của Phường 18, quận Tân Bình.
Ngày 16 tháng 6 năm 2025, Ủy ban Thường vụ Quốc hội ban hành Nghị quyết số 1685/NQ-UBTVQH15 về việc sắp xếp các đơn vị hành chính cấp xã của Thành phố Hồ Chí Minh năm 2025. Theo đó, toàn bộ diện tích tự nhiên, quy mô dân số của phường Hiệp Tân và một phần của phường Tân Thới Hòa được nhập vào phường Phú Thạnh (khoản 66 Điều 1).

## Hành chính
Theo Nghị quyết số 11/NQ-HĐND ngày 14 tháng 3 năm 2024 của Hội đồng nhân dân Thành phố Hồ Chí Minh, phường được chia thành 19 khu phố, được đặt tên theo số thứ tự từ 1 đến 19.

## Tên đường
Dưới đây là danh sách các con đường trên địa bàn phường.
| STT | Tên đường      | Ghi chú            |
| --- | -------------- | ------------------ |
| 1   | Bình Long      |                    |
| 2   | Văn Cao        |                    |
| 3   | Phạm Văn Xảo   |                    |
| 4   | Lê Lộ          |                    |
| 5   | Đinh Liệt      |                    |
| 6   | Nguyễn Chích   |                    |
| 7   | Võ Văn Dũng    |                    |
| 8   | Đỗ Đức Dục     |                    |
| 9   | Lê Khôi        |                    |
| 10  | Phan Văn Năm   |                    |
| 11  | Thoại Ngọc Hầu |                    |
| 12  | Lũy Bán Bích   |                    |
| 13  | Nguyễn Sơn     | Trụ sở UBND phường |
| 14  | Trần Thủ Độ    |                    |
| 15  | Lê Sao         |                    |
| 16  | Hiền Vương     |                    |
| 17  | Quách Đình Bảo |                    |
| 18  | Lê Lâm         |                    |
| 19  | Lê Niệm        |                    |
| 20  | Lê Cao Lãng    |                    |
| 21  | Đỗ Bí          |                    |
| 22  | Thạch Lam      |                    |
| 23  | Trần Quang Cơ  |                    |